# Dresdner Bank
Dresdner Bank a fost o bancă din Germania cu sediul la Frankfurt.
În 2002 a fost achiziționată în de către grupul finaciar Allianz.
Pe 11 mai 2009 a fuzionat cu Commerzbank.